# Lương Ngọc Dương
Lương Ngọc Dương là Thiếu tướng Công an nhân dân Việt Nam. Ông hiện giữ chức vụ Phó Cục trưởng Cục Xây dựng phong trào toàn dân bảo vệ An ninh Tổ quốc, Bộ Công an (Việt Nam).

## Tiểu sử
Tháng 7 năm 2008 đến tháng 5 năm 2009, Lương Ngọc Dương là Thượng tá, Trưởng phòng Quản lý xây dựng Công an xã (Phòng 3), Cục Xây dựng phong trào toàn dân bảo vệ An ninh tổ quốc- Bộ Công an (Cục X28).
Tính đến năm 2012, Lương Ngọc Dương có 30 năm công tác với lực lượng công an xã.
Từ tháng 6 năm 2012 đến tháng 3 năm 2015, ông mang quân hàm Đại tá Công an, giữ chức vụ Phó Cục trưởng Cục Phong trào Toàn dân bảo vệ An ninh tổ quốc, Bộ Công an (V28).
Từ tháng 7 năm 2015 đến tháng 3 năm 2019, Lương Ngọc Dương là Thiếu tướng Công an nhân dân Việt Nam, Phó Cục trưởng Cục Xây dựng phong trào toàn dân bảo vệ An ninh tổ quốc.